# Conatrullus andreji
Conatrullus andreji är en insektsart som beskrevs av Andrej Vasiljevitj Gorochov 2001. Conatrullus andreji ingår i släktet Conatrullus och familjen syrsor. Inga underarter finns listade i Catalogue of Life.